# Petit-Zambi
Pour les articles homonymes, voir Zambi.
Petit-Zambi est un village du Cameroun situé dans la région du Sud et le département de l'Océan. Il fait partie de la commune de Bipindi et se trouve à 55 km de Kribi sur la route qui lie Kribi à Bipindi et Lolodorf.

## Population
En 1966, la population était de 207 habitants. Lors du recensement de 2005, le village comptait 193 habitants dont 105 hommes et 88 femmes, principalement de Ngoumba.